# Rune Gustafsson Plays Stevie Wonder
Albums de Rune Gustafsson
Svarta får
(1974) On a Clear Day
(1976)
Rune Gustafsson Plays Stevie Wonder est un album-hommage du guitariste et compositeur de jazz suédois Rune Gustafsson sorti en 1975. 

## Listes des pistes
| 1. | For Once in My Life     | Orlando Murden, Ron Miller   | 3:16 |
| 2. | Smile Please            | Stevie Wonder                | 3:33 |
| 3. | Too High                | Stevie Wonder                | 4:47 |
| 4. | They Won't Go When I Go | Stevie Wonder, Yvonne Wright | 3:36 |
| 5. | Bird Of Beauty          | Stevie Wonder                | 3:38 |

| Face B | Face B                        | Face B        | Face B | Face B | Face B | Face B | Face B | Face B | Face B |
| No     | Titre                         | Auteur        | Durée  |        |        |        |        |        |        |
| ------ | ----------------------------- | ------------- | ------ | ------ | ------ | ------ | ------ | ------ | ------ |
| 1.     | Boogie On Reggae Woman        | Stevie Wonder | 3:08   |        |        |        |        |        |        |
| 2.     | Superstition                  | Stevie Wonder | 4:14   |        |        |        |        |        |        |
| 3.     | Don't You Worry 'bout a Thing | Stevie Wonder | 3:32   |        |        |        |        |        |        |
| 4.     | Visions                       | Stevie Wonder | 4:04   |        |        |        |        |        |        |
| 5.     | Creepin'                      | Stevie Wonder | 3:47   |        |        |        |        |        |        |
| 37:28  |                               |               |        |        |        |        |        |        |        |

## Format
L'album sort au format 33 tours en 1975 chez Sonet Records (en) (référence SLP 2569).

## Pochette
La pochette de l'album est une caricature de Gustafsson jouant de la guitare, celle-ci étant remplacée par un Stevie Wonder raidi. L'illustration est dessinée par Lasse Aberg.